# 세실리아 라우즈
세실리아 엘레나 라우즈(영어: Cecilia Elena Rouse, (/ˈraʊs/, 1963년 12월 18일~)은 미국의 노동경제학자이자 브루킹스 연구소장이다.

## 경력
조 바이든 행정부 시절인 2021년부터 2023년까지 제30대 미국 대통령 경제자문위원회 의장을 역임하였다.
조 바이든 대통령은 그녀를 경제자문위 의장으로 지명하며 그녀를 높이 평가하였다.
"이 나라에서 가장 탁월한 경제학자 가운데 한 명"— 조 바이든 미국 대통령 (2020년 12월 1일)

그녀는 지명이 된 후 다음과 같이 소감을 밝혔다.
"지금은 현대 역사상 그 어느 때보다도 긴급한 순간이자 기회의 순간입니다.... 이 참혹한 위기를 끝내야 하는 시급함 속에 그 과정에서 경제를 더 낫게 구축할 수 있는 기회도 갖고 있습니다."

프린스턴 대학교의 프린스턴 공공 및 국제 관계 대학원 학장을 역임하기도 하였다. 2023년 6월 28일 미국 싱크탱크 브루킹스 연구소의 9대 원장으로 임명되어 2024년 정월부터 재임 중이다.

## 기타
워싱턴 소재의 브루킹스 연구소에서, 한국개발연구원과 브루킹스 연구소가 공동 발간한 세계 경제 연구 진단 보고서 '새로운 글로벌 다이나믹스: 전환하는 세계에서 경제변화 관리(New Global Dynamics: Managing Economic Change in a Transforming World)' 발간 기념 행사에 참석하여 개회사를 하였다.

## 출판물
- Goldin, Claudia; Rouse, Cecilia (2000). “Orchestrating Impartiality: The Impact of "Blind" Auditions on Female Musicians”. 《American Economic Review》 90 (4): 715–741. doi:10.1257/aer.90.4.715.
- Kane, Thomas J.; Rouse, Cecilia Elena (1995). “Labor-market returns to two-and four-year college”. 《The American Economic Review》 85 (3): 600–614. Abstract.
- Rouse, Cecilia Elena (1998). “Private school vouchers and student achievement: An evaluation of the Milwaukee Parental Choice Program”. 《The Quarterly Journal of Economics》 113 (2): 553–602. doi:10.1162/003355398555685.
- Ashenfelter, Orley; Rouse, Cecilia (1998). “Income, schooling, and ability: Evidence from a new sample of identical twins” (PDF). 《The Quarterly Journal of Economics》 113 (1): 253–284. doi:10.1162/003355398555577.
- Kane, Thomas J.; Rouse, Cecilia Elena (1999). “The community college: Educating students at the margin between college and work”. 《The Journal of Economic Perspectives》 13 (1): 63–84. doi:10.1257/jep.13.1.63.
- Rouse, Cecilia Elena (1995). “Democratization or diversion? The effect of community colleges on educational attainment”. 《Journal of Business & Economic Statistics》 13 (2): 217–224. doi:10.1080/07350015.1995.10524596.
- Figlio, David N.; Rouse, Cecilia Elena (2006). “Do accountability and voucher threats improve low-performing schools?” (PDF). 《Journal of Public Economics》 90 (1): 239–255. doi:10.1016/j.jpubeco.2005.08.005.

## 같이 보기
- 브루킹스 연구소